# Lijst van voetbalinterlands Burkina Faso - Marokko (vrouwen)
Deze lijst van voetbalinterlands is een overzicht van alle officiële voetbalinterlands tussen de nationale vrouwenteams van Burkina Faso en Marokko. De landen hebben tot nu toe vier keer tegen elkaar gespeeld.

## Wedstrijden
| № | Plaats      | Datum            | Competitie                   | Wedstrijd              | Uitslag |
| - | ----------- | ---------------- | ---------------------------- | ---------------------- | ------- |
| 1 | Salé        | 10 juli 2017     | Vriendschappelijk            | Marokko − Burkina Faso | 1 − 1   |
| 2 | Ouagadougou | 27 december 2017 | Vriendschappelijk            | Burkina Faso − Marokko | 1 − 2   |
| 3 | Ouagadougou | 29 december 2017 | Vriendschappelijk            | Burkina Faso − Marokko | 0 − 2   |
| 4 | Rabat       | 2 juli 2022      | Afrikaans kampioenschap 2022 | Marokko − Burkina Faso | 1 − 0   |

## Samenvatting
| Competitie              | Totaal gespeeld | Winst Burkina Faso | Gelijk | Winst Marokko | Doelsaldo Burkina Faso – Marokko |
| ----------------------- | --------------- | ------------------ | ------ | ------------- | -------------------------------- |
| Afrikaans kampioenschap | 1               | 0                  | 0      | 1             | 0 − 1                            |
| Vriendschappelijk       | 3               | 0                  | 1      | 2             | 2 − 5                            |
| Totaal                  | 4               | 0                  | 1      | 3             | 2 − 6                            |